# Ralph Sherwin
Pour les articles homonymes, voir Saint Ralph et Sherwin.
Ralph Sherwin (Né le 25 octobre 1550 à Rodsley, Derbyshire, Angleterre - mort le 1er décembre 1581 à Tyburn, Londres, Angleterre) est un prêtre catholique anglais arrêté et exécuté sous le règne d'Élizabeth Ire. 

## Biographie
Né dans une famille passée à l'Anglicanisme il reçoit une bonne éducation. Il obtint son baccalauréat ès arts en 1571 et sa maîtrise ès arts en 1574. Comme un certain nombre de ses amis d'étude l'année suivante il choisit de se convertir au catholicisme. Il pense même devenir prêtre. Ne pouvant être formé en Angleterre pour cela il quitte son pays pour s'inscrire au Collège anglais de Douai dans les Flandres. Il est ordonné prêtre par l'évêque de Cambrai le 23 mars 1577. Le 2 août 1577, il part pour Rome, où il séjourne au collège anglais de Rome pendant près de trois ans. Le 18 avril 1580, lui et treize compagnons quittent Rome pour l'Angleterre pour y soutenir l'Eglise catholique persécutée. Comme tous les prêtres catholiques de l'époque il est obligé de se cacher et de circuler en permanence pour éviter d'être repéré et arrêté.
Le 9 novembre 1580, il est néanmoins arrêté à Londres et emprisonné dans la prison de Marshalsea. Le 4 décembre il est transféré dans la célèbre prison de la Tour de Londres, où il est selon la tradition torturé sur le râtelier. Il y subit quantité de mauvais traitements. On semble aussi avoir essayé avec lui le chantage. Il se serait vu personnellement offrir un évêché par Elizabeth I s'il revenait à l'Anglicanisme. Après avoir passé un an en prison, il est finalement traduit en justice. Il retrouve sur le banc des accusés Edmond Campion. Il est condamné à mort le 20 novembre 1581. Onze jours plus tard, il est emmené à Tyburn pour être exécuté. Avec lui Alexandre Briant et Edmond Campion sont également mis à mort par pendaison, éviscération et écartèlement. 

## Vénération
Ralph Sherwin a été béatifié en 1886 par le pape Léon XIII et canonisé le 25 octobre 1970 par le pape Paul VI. Il est fêté le 1er décembre. Il est l'un des Quarante martyrs d'Angleterre et de Galles.